# Abominations of Desolation
Az Abominations of Desolation az amerikai Morbid Angel demóalbuma, mely 1991. szeptember 2-án jelent meg az Earache Records gondozásában.

## Története
A felvételeket 1986 májusában rögzítették, de a zenekar nem volt elégedett a végeredménnyel, így a debütáló albumnak szánt anyag nem jelent meg. A felvételeket 5 évvel később az Earache Abominations of Desolation címmel mégis megjelentette Trey Azagthoth az anyag kapcsán adott interjúkban kihangsúlyozta, hogy az Abominations of Desolation semmilyen tekintetben nem nevezhető a soron következő nagylemeznek. A lemezre olyan dalok kerültek fel, melyek a későbbi Morbid Angel albumokon is megtalálhatóak.

## Számlista
|    | Cím | Hossz |
| -- | --- | ----- |
| 1. | The Invocation/Chapel of Ghouls ("Chapel of Ghouls" az Altars of Madness albumon jelent meg.)               | 7:11  |
| 2. | Unholy Blasphemies (A Blessed Are the Sick albumon jelent meg.)                                             | 4:00  |
| 3. | Angel of Disease (A Covenant albumon jelent meg.)                                                           | 5:35  |
| 4. | Azagthoth (A Blessed Are the Sick albumon jelent meg The Ancient Ones címmel.)                              | 5:49  |
| 5. | The Gate/Lord of All Fevers (Az Altars of Madness albumon jelent meg Lord of All Fevers and Plague címmel.) | 5:55  |
| 6. | Hell Spawn (A Formulas Fatal to the Flesh albumon jelent meg Hellspawn: The Rebirth címmel.)                | 2:32  |
| 7. | Abominations (Blessed Are the Sick címen jelent meg, az azonos című albumon.)                               | 4:20  |
| 8. | Demon Seed                                                                                                  | 2:12  |
| 9. | Welcome to Hell (Az Altars of Madness albumon jelent meg Evil Spells címmel.)                               | 4:56  |

## Közreműködők
- Mike Browning – ének, dob
- Trey Azagthoth – gitár
- John Ortega – basszusgitár
- Richard Brunelle – gitár